# Praha-Malešice (nádraží)
Praha-Malešice je železniční stanice, ve které se stýkají železniční tratě Praha-Hostivař - Praha-Vysočany a Praha-Běchovice - Praha-Vršovice, obvod Eden. Ze stanice ještě odbočovala trať do nákladiště Praha-Žižkov, ta je však v současnosti (2020) nesjízdná. Stanice nemá nástupiště pro osobní dopravu.
Od 7. ledna 2024 je stanice zapojena do dálkového ovládání z CDP Praha.

## Vlečky
Ze stanice odbočují tyto vlečky:
- Teplárna Malešice Praha
- Pošta Praha 022
- Ferona a.s. Praha-Malešice
- NEOS-INVEST

Vlečku Teplárny Malešice používá jako zázemí pro svá kolejová vozidla dopravce Arriva vlaky.